# Apiocera
Apiocera Westwood, 1835, è un genere di Insetti dell'ordine dei Ditteri (Brachycera: Asiloidea), unico della famiglia degli Apioceridae Bigot, 1852, comprendente circa 140 specie prevalentemente diffuse in Nordamerica e Australia.

## Descrizione
Gli adulti hanno un corpo robusto e di dimensioni medio-grandi, in genere 1-2 cm di lunghezza, in alcune specie fino a 3,5 cm. Il tegumento è glabro o ricoperto da una moderata tomentosità, con setole presenti ai lati del mesonoto e nello scutello. La livrea è opaca, di colore nero o bruno con eventuali bande grigie soprattutto nell'addome.
Il capo è breve e largo, provvisto di tre ocelli, dicoptico in entrambi i sessi. Le antenne sono di tipo aristato, con terzo segmento ovoidale o piriforme, portante uno stilo piccolo e cilindrico. L'apparato boccale è di tipo succhiante-lambente, con palpi mascellari biarticolati e labbro inferiore ben sviluppato provvisto di labello carnoso e spugnoso.
Il torace è robusto e porta zampe di media lunghezza e ali relativamente corte, in fase di riposo ripiegate orizzontalmente sull'addome e reciprocamente sovrapposte. L'addome è composto da 8 uriti apparenti, ha una forma oblunga, affusolata posteriormente, con armature genitali espanse nel maschio.
La nervatura alare presenta molte analogie con quella dei Mydidae e, in particolare, è caratterizzata dalla curvatura di alcuni rami della radio e della media che convergono verso il margine anteriore prima dell'apice dell'ala. La radio presenta quattro ramificazioni, con ramo R2+3 indiviso e ramo R4+5 biforcato. Il ramo anteriore (R1) si estende parallelo al margine costale e in esso confluiscono i rami R2+3 e R4. La media si divide nei quattro rami: M1 e M2 hanno percorsi divergenti, in quanto la prima branca subisce una curvatura e corre parallelamente a R5 confluendo sul margine poco prima dell'apice; M3 e M4 convergono in un breve ramo terminale comune prima del margine, chiudendo perciò la quarta cellula posteriore (m3). La cubito e l'anale convergono anch'esse in un breve ramo terminale, come nella maggior parte dei Brachiceri inferiori.
| |
| Schema della nervatura alare. Nervature longitudinali: C: costa; Sc: subcosta; R: radio; M: media; Cu: cubito; A: anale. Nervature trasversali: h: omerale; r-m: radio-mediale; m-m: mediale; m-cu: medio-cubitale. Cellule: d: discale; br: 1ª basale; bm: 2ª basale; r1: marginale; r3: 1ª submarginale; m3: 4ª posteriore; cup: cellula cup. |

Le nervature trasversali sono rappresentate da una breve radio-mediale (r-m) che confluisce su M1+2 in corrispondenza della zona intermedia della cellula discale, da una trasversa mediale (m-m) disposta parallelamente al margine posteriore, dalla medio-cubitale (m-cu), anch'essa parallela al margine posteriore.
Le cellule basali (br e bm), discale (d) e anale (cup) sono chiuse, come nella maggior parte dei Brachiceri inferiori, per la presenza delle ordinarie nervature trasverse (r-m, m-m, m-cu) e della confluenza della cubito sull'anale. A queste si aggiungono, come cellule chiuse, anche la marginale (r1) e la prima submarginale (r3), per la confluenza di R2+3 e R4 su R1, e la quarta posteriore per la confluenza di M3 su M4. Le due cellule basali hanno un differente sviluppo, nella zona apicale: la prima basale è infatti ristretta all'apice e tende ad incunearsi sopra la cellula discale per la lunghezza del tratto basale di R4+5 e la brevità della radio-mediale, mentre la seconda basale è espansa e più breve per la tipica conformazione delle vene delimitanti.

## Biologia
La biologia degli Apioceridae non è molto conosciuta. Le larve si rinvengono nel terreno, generalmente in suoli sabbiosi di ambienti aridi o litoranei ricoperti da una vegetazione rada; vivono come predatrici a spese di invertebrati. L'impupamento ha luogo nel suolo, a qualche centimetro di profondità. A maturità la pupa, allo stadio di adulto in fase farata, risale in superficie aiutandosi con le robuste spine tegumentali e qui vi resta sporgendone solo parzialmente fino al momento dello sfarfallamento, che ha luogo nelle ore più calde.
Secondo la maggior parte delle fonti, gli adulti si nutrono di nettare e sono frequentatori dei fiori, da cui deriva la denominazione comune, in inglese, di flower-loving flies ("mosche antofile"). Tuttavia SCUDDER & CANNINGS affermano che la denominazione è inappropriata, in quanto gli Apioceridae trascorrerebbero gran parte del loro tempo camminando sul suolo e si nutrirebbero prevalentemente di melata. Il volo degli adulti è caratterizzato da un forte ronzio.
Le uova sono deposte dalle femmine nella sabbia,

## Sistematica
La famiglia degli Apioceridae fu definita da MACQUART (1847), con il nome "Pomaceritae", con la descrizione del genere Pomacera (sinonimo junior di Apiocera), ma subito dopo fu rinominata da BIGOT (1852) con l'attuale denominazione. Fino a pochi anni fa comprendeva più generi, ma in seguito, la revisione sistematica ha spostato diverse specie in due sottofamiglie all'interno dei Mydidae (Rhaphiomidinae e Megascelinae) e rinominato i generi Apomera e Pomacera, riducendo pertanto la suddivisione tassonomica al solo genere Apiocera. Sotto l'aspetto filogenetico è incerta la collocazione nell'albero cladistico, per i differenti risultati che emergono sia dall'analisi morfologica sia da quella molecolare.
La suddivisione interna contempla quattro sottogeneri, ciascuno rappresentativo di una regione zoogeografica:
- Apiocera (Anypenus), neotropicale
- Apiocera (Apiocera), australasiano
- Apiocera (Pyrocera), neartico
- Apiocera (Rypidosyrma), afrotropicale

## Distribuzione
Apiocera ha una limitata diffusione nel pianeta e molte specie sono rare per la difficoltà di reperire gli adulti a causa della loro breve vita. L'areale, come detto in precedenza, è fortemente circoscritto, in quanto la famiglia è rappresentata solo nell'ovest del Nordamerica (Canada, Stati Uniti d'America, Messico), in Sudamerica (Cile e Argentina), in Sudafrica e in Australia. Il maggior numero di specie si concentra nel sudovest degli Stati Uniti e nel Messico e in Australia. È in dubbio la presenza della famiglia nella regione orientale: la specie Apiocera moerens, presente nel Queensland (Australia), fu segnalata da NAGATOMI (1975) anche nell'isola di Borneo, tuttavia questa segnalazione non trova altre conferme ed è considerata poco attendibile.
La disgiunzione geografica di questo genere, comprendente anche la regione neartica oltre alle regioni boreali di origine gondwanica indica un'origine antica, risalente presumibilmente ad epoche antecedenti il Giurassico medio, prima dello smembramento della Pangea. Altre fonti indicano invece un'origine risalente al Giurassico superiore